# Plateosaurus
Plateosaurus var en dinosaurus, der levede i Triastiden. Den var omkring 9 meter lang og havde en vægt på omkring 4 tons, hvilket gjorde den til den største og tungeste prosauropoda.
Dens fossiler er blevet fundet i Tyskland, Schweiz, Frankrig og Grønland.